# Tống Quang Tông
Tống Quang Tông (chữ Hán: 宋光宗, 30 tháng 9, 1147 - 17 tháng 9, 1200), thụy hiệu Tuần Đạo Hiến Nhân Minh Công Mậu Đức Ôn Văn Thuận Vũ Thánh Triết Từ Hiếu hoàng đế (循道宪仁明功茂德温文顺武圣哲慈孝皇帝), tên thật là Triệu Đôn (赵惇), là Hoàng đế thứ 12 của nhà Tống và cũng là Hoàng đế thứ ba của nhà Nam Tống trong lịch sử Trung Quốc.
Triệu Đôn là Hoàng tử thứ ba của Tống Hiếu Tông Triệu Thận với bà Thành Mục Quách Hoàng hậu. Do người anh cả của ông là Triệu Kì đều mất sớm nên ông được vua cha lập làm Hoàng thái tử năm 1171. Năm 1189, Hiếu Tông nhường ngôi, xưng Thái thượng hoàng. Triệu Đôn tức vị tức là Tống Quang Tông.
Dưới triều Quang Tông, cục diện chính trị vẫn tương đối ổn định, quan hệ ngoại giao cũng không có nhiều biến động. Tuy nhiên ở trong cung, Lý Hoàng hậu tác oai tác phúc, mê hoặc Quang Tông khiến tình thân ông và Thọ Hoàng ở cung Đức Thọ ngày một lạnh nhạt, kết quả vào năm 1194, khi Hiếu Tông qua đời, ông không đứng ra chủ trì tang lễ. Do sự việc này, Thái hoàng Thái hậu Ngô thị làm sách mệnh ép ông thoái vị, lập Hoàng tử Gia vương Khoáng lên thay, tức là Tống Ninh Tông. Quang Tông được tôn lên làm Thái thượng hoàng rồi qua đời vào năm 1200.

## Làm Thân vương và Thái tử
Triệu Đôn chào đời vào ngày 30 tháng 9 năm 1147, tức ngày Ất Sửu tháng 9 ÂL năm thứ 17 Thiệu Hưng thời Tống Cao Tông tại phủ đệ Phổ An, vì khi đó phụ thân của ông còn là Phổ An Quận vương. Năm 1150, ông được vua Cao Tông ban tên là Triệu Đôn, phong chức Hữu giám môn Vệ soái phủ phó soái, thứ sử Vinh châu.
Năm 1162, Tống Hiếu Tông lên ngôi, phong Triệu Đôn làm Tiết độ sứ Trấn Thao, Khai phủ nghi đồng tam tư, tiến tước Cung vương. Năm 1167, huynh trưởng của Triệu Đôn là Trang Văn Thái tử Triệu Kì qua đời, đáng lẽ ngôi Thái tử phải thuộc về Hoàng tử thứ 2 là Khánh vương Triệu Khải, nhưng Hiếu Tông thấy Cung vương Đôn anh vũ giống mình nên có ý lập làm Thái tử, nhưng còn chần chừ vì thân phận trưởng ấu. Đến tháng 7 năm 1170, quần thần tấu xin lập Thái tử. Vào dịp Tết Nguyên Đán năm sau (1171), nhân việc dâng tôn hiệu cho hai cung, Tả Thừa tướng Ngu Doãn Văn lại xin lập tự. Ngày Quý Sửu tháng 2, lập Cung vương Đôn làm Hoàng thái tử, điều Khánh vương làm Ngụy vương ra ở phủ Ninh Quốc. Tháng 3 ÂL, thụ sách. Tháng sau, được cử Lâm An doãn. Trong thời gian giữ chức, ông chú tâm vào việc chính trị, quan tâm đến cuộc sống người dân. Hiếu Tông lấy làm bằng lòng lắm.
Năm 1187, Thượng hoàng Cao Tông qua đời; Hiếu Tông từ đó sinh ra xao nhãng với chính sự, có ý truyền ngôi. Khi tang lễ vừa xong, Hiếu Tông giao cho Thái tử giải quyết công việc, lấy Nội đông môn làm Nghị sự đường. Từ năm 1188, Thái tử ra Nghị sự đường làm việc. Đầu năm 1189, nhà vua mệnh Chu Tất Đại, Lưu Chính làm Tả, Hữu thừa tướng. Không lâu sau, Hiếu Tông sai trung thư gửi đến chỗ Chu Tất Đại tờ chiếu nhường ngôi.
Ngày 18 tháng 2 năm 1189, tức ngày Nhâm Tuất tháng 2 ÂL, Hiếu Tông ngự ở điện Tử Thần làm lễ nội thiện, Triệu Đôn nhận ngôi vua. Hiếu Tông chuyển Hoàng thái hậu sang cung Từ Phúc, đổi cung ấy là cung Nhân Thọ, lại đổi cung Đức Thọ thành cung Trùng Hoa để mình về ở đấy, vẫn còn mặc đồ tang. Vua mới là Tống Quang Tông, hạ lệnh đại xá, dâng tôn hiệu cho Hiếu Tông là Chí Tôn Thọ Hoàng Thánh đế, hoàng hậu Tạ thị là Thọ Thánh Hoàng hậu.

## Làm Hoàng đế

### Việc chính trị
Thọ Hoàng hạ chiếu lập Nguyên phi Lý thị làm Hoàng hậu. Hậu là con gái của Tiết độ sứ Khánh Viễn Lý Đạo. Lúc hậu chào đời, có con phượng hoàng đen đến đậu trước doanh tiền, nên đặt tên là Phượng Nương. Có đạo sĩ Hoàng Phủ Thản khi được Hậu thì cho rằng người con gái này về sau sẽ là mẫu nghi thiên hạ. Khi Thản vào cung, gặp mặt Tống Cao Tông và nói về Phượng Nương, bảo hậu có tướng Quốc mẫu. Thượng hoàng tin là thực, liền cưới về làm phi cho Cung vương. Bà được phong làm Định Quốc Phu nhân. Khi Cung vương được lập làm Hoàng thái tử, hậu trở thành Thái tử phi. Hậu có tướng mạo xinh đẹp, nhưng tính tình thì chua ngoa đố kị; ngay trước mặt Cao Tông và Hiếu Tông còn dám nói chuyện đúng sai, có khi còn nói tố cáo những điều sai trái của Thái tử.
Đầu năm 1190, bởi lời gièm của Hà Đạm, Quang Tông miễn chức Tả Thừa tướng của Chu Tất Đại, dùng Lưu Chính làm Tả Thừa tướng, Vương Lận làm Khu mật sứ, Cát Bật làm Tham chính, Hồ Tấn Thần làm Thiêm thư Khu mật viện. Bốn vị đại thần dốc lòng phò chính, công việc chính trị vẫn ổn định như trước. Không lâu sau Trung thừa Hà Đạm đàn hặc khiến Vương Lận bị bãi, lại dùng Cát Bật lên thay, Hồ Tấn Thần giữ chức Tham chính.
Tháng 6 ÂL năm 1192, dùngTThượng thư bộ Lễ Trần Quỳ làm đồng tri Xu mật viện. Bấy giờ Lý Hoàng hậu kiêu căng và xa xỉ, ép Quang Tông phong tổ tiên ba đời của mình làm Vương, xây gia miếu ở kinh thành, quy mô tráng lệ, vệ binh cũng cắt xén từ thái miếu mà ra. Cuối năm đó, Hậu về thăm gia miếu, tiếp đón than thuộc Lý thị, ban thưởng 26 người; phong 170 người làm sử thần, đến môn khách họ Lý cũng được bổ làm quan. Tháng 2 năm 1193, dùng Cát Bật làm Hữu Thừa tướng, Trần Quỳ làm Tham chính, Hồ Tấn Thần tri Xu mật, Triệu Nhữ Ngu làm Đồng tri. Đến thu, thăng Nhữ ngu làm Tri Xu mật, Dư Đoan Lễ làm Đồng tri.

### Mâu thuẫn giữa hai cung
Từ khi Quang Tông lên ngôi, Lý Hoàng hậu càng được thế chuyên quyền bất pháp, lại có bọn hoạn giả trong cung làm tai mắt, tha hồ tác oai tác quái. Vào cuối năm 1191, Quang Tông vì e ngại thế lực của Lý hậu nên có ý giết hết bọn nội thị để hậu cung được yên. Nhưng lũ nội thị đã sớm đánh hơi được chuyện đó, nên xin Lý hậu bảo toàn cho chúng, do vậy Quang Tông không làm gì được. Bọn nội thị lại bày mưu li gián tam cung để dễ bề lộng quyền. Nhân lúc Quang Tông mắc bệnh, Thọ Hoàng tìm ngự y bào chế thuốc bổ, chờ khi Quang Tông đến vấn an thì bắt uống. Bọn nội thị thấy thế bèn gièm pha với Lý hậu rằng
Thái thượng hợp biết bao nhiêu là thuốc, xa giá đến thì bắt uống. Uống vào nhỡ xảy ra việc gì thì tông miếu xã tắc tính thế nào?
Hậu đem việc đó để trong lòng. Nhân một hôm trong cung có yến tiệc, Hậu nhân lúc Quang Tông đang vui, mới tâu xin lập Hoàng tử Gia vương Khoáng làm Thái tử. Thọ Hoàng biết chuyện có ý không vừa lòng, bảo
Nạp thiền chưa tới một năm mà đã lo lập Thái tử.
Lý hậu đáp
Thiếp được Hoàng thất đem sính lễ tới mà rước về. Gia vương là con do đích thân thiếp sanh ra, cớ gì mà không thể lập.
Thọ Hoàng rất tức giận, mắng Lý hậu. Hậu ra về, rồi khóc lóc với Quang Tông rằng Thọ Hoàng có ý phế lập. Quang Tông có ý nghi hoặc, từ đó không muốn vào triều yết cung Trùng Hoa nữa. Một hôm nữa, Quang Tông rửa mặt, thấy cung nữ tay bưng hộp vàng đứng hầu. Quang Tông thấy đôi bàn tay của cô ta trắng nõn nà, rất ưa thích. Lý hậu nghe được, hôm sau sai nội thị đem hộp vàng đến dâng, Quang Tông mở ra thì hỡi ơi, đó là đôi bàn tay của cung nhân hôm trước. Hoàng Quý phi trong cung được sủng ái; Hậu nhân lúc Quang Tông đang trai giới ở Thái miếu, triệu Quý phi đến mà đánh 100 roi, đến nỗi Quý phi phải chết. Lý hậu phao tin rằng Quý phi lâm bệnh mà qua đời. Lúc đó Quang Tông đang tế Thái miếu, thì trên đàn bỗng dưng nổi mưa gió, lễ phục của vua và bá quan ướt hết, nến cũng không thắp lên được nên phải bãi buổi tế. Lại nghe tin Quý phi qua đời, Quang Tông vốn bệnh chưa khỏi hẳn, đến đó thì càng trầm trọng hơn, từ đó không lên triều. Nhân đó, Lý hậu quyết định việc triều chính, tha hồ làm càn. Thọ Hoàng một hôm đến thăm Quang Tông, thấy hành vi của Lý hậu, rất tức giận và trách mắng không thôi, Hậu do vậy càng hận Thọ Hoàng.
Ngày Tân Tị tháng 3 ÂL năm thứ ba (1192), Quang Tông mới đỡ bệnh và lên điện Diên Hòa nghe chính. Trước kia vào những dịp lễ hay tết đều thiết triều ở cung Trùng Hoa, nhưng vì Quang Tông mắc bệnh nên Thọ Hoàng cho miễn. Đến đây từ tể phụ trở xuống đều xin cử hành lại, Quang Tông không theo. Đến lúc quần thần liên danh cùng tấu có người còn quỳ trước điện mà khóc; Quang Tông mới bằng lòng nhưng rốt cục lại không đi. Mãi đến tháng sau, Quang Tông mới đến triều yết cung Trùng Hoa; tháng 9 lại đến một lần nữa. Đến dịp tết Trường Chí, Thừa tướng Lưu Chính tấu xin về cung Trùng Hoa, Quang Tông nói để hôm sau. Hôm sau cũng chả thấy Quang Tông, Lưu Chính đành cùng trăm quan đến chúc mừng Thọ Hoàng rồi về. Thượng thư bộ Binh La Điểm, Cấp sự trung Vưu Mậu, Trung thư Xá nhân Hoàng Thượng, Ngự sử Hoàng Độ... đều dâng sớ cầu xin, Quang Tông không theo. Mãi đến khi Thượng thư bộ Lại Triệu Nhữ Ngu đích thân đến xin, Quang Tông mới bằng lòng. Hôm sau thì Quang Tông cùng Lý hậu đến cung Trùng Hoa. Lần này cha con gặp mặt thật vui vẻ hòa hợp, mối rạn nứt có vẻ như đã được hóa giải. Cuối năm đó, Quang Tông lại đến cung Trùng Hoa dâng Thượng hoàng Ngọc điệp và Thánh chánh hội yếu.
Tết nguyên đán năm thứ tư Thiệu Hi (1193), Quang Tông triều yết cung Trùng Hoa, Hoàng hậu cùng đi theo. Tháng 9 ÂL, nhân tiết Trọng Minh (tức ngày sinh Quang Tông), bách quan lại xin đến cung Trùng Hoa, Đế không nghe. Cấp sự trung Tạ Thâm Phủ lại tâu xin với lời lẽ thống thiết. Quang Tông hiểu ra, mới truyền lệnh cho xe đưa đến cung Trùng Hoa. Nhưng khi đế vừa bước tới ngự bình thì Lý hậu lưu lại, nói
Trời lạnh, quan gia về cung uống rượu.
Trung thư Xá nhận Trần Phó Lương chạy theo níu áo Quang Tông, xin đừng về cung. Lý hậu quát mắng một hồi rồi truyền chỉ không đến cung Trùng Hoa nữa, bách quan đành phải ra về. Đến tháng 10, Thượng thư bộ Công Triệu Ngạn Du vào gặp Thọ Hoàng. Thọ Hoàng nói
Trẫm từ lúc thu lương đến nay chưa thấy mặt Hoàng đế. Bọn các khanh vào triều kiến nhớ tâu xin việc này.
Hôm đó là ngày khánh tiết, Quang Tông lấy cớ có bệnh không đến. Hữu Thừa tướng Cát Bật suất bách quan đến chúc mừng. Khi đó Quang Tông đã lâu không triều yết Thọ Hoàng, từ Tể tướng trở xuống đều dâng sớ tự trách. Gia vương phủ Dực thiện Hoàng Thường và Bí thư lang Bành Quy Niên xin đuổi lũ nội thị Dương Thuấn Khanh, Trần Nguyên; Quang Tông không trả lời. Có Thái học sinh Uông An Nhân dẫn đầu 208 người xin Quang Tông tới cung Trùng Hoa đều không được báo.

### Từ chối chủ táng
Mãi đến tháng 12 năm 1194, Quang Tông mới lại về cung Trùng Hoa, sang Tết Nguyên Đán năm tiếp theo lại đến triều yết một lần nữa, và đó cũng là lần cuối cùng.
Ngày Quý Dậu tháng 1 ÂL, Thọ Hoàng bắt đầu cảm thấy không khỏe. Sang tháng 4 ÂL, bệnh tình đã trở nặng mà không thấy Quang Tông đến thăm. Quần thần nhiều lần liên danh cầu xin cũng chẳng ăn thua, sau đó Quang Tông còn cùng Lý hậu đi chơi vườn Ngọc Tân mặc cho Thượng hoàng sống chết thế nào. Thượng thư bộ Binh La Điểm xin về cung Trùng Hoa, Trung thư Xá nhân Bành Quy Niên dập đầu cầu xin đến chảy máu, Quang Tông vẫn không theo. Về sau quần thần lại liên danh cầu xin, Quang Tông mới chấp nhận nhưng cuối cùng lại không đi. Tháng 5 ÂL, Thọ Hoàng bệnh tình nguy kịch, rất muốn gặp Quang Tông, đã sai Tả Hữu đến triệu nhiều lần. Lưu Chính dẫn đầu trăm quan cầu xin, Quang Tông phất tay áo bỏ đi vào trong cung. Hai hôm sau Lưu Chính lại cầu xin cũng không được, bèn cùng trăm quan ra Chiết Giang đình chờ tội, Quang Tông chẳng thèm để ý. Thọ Hoàng được tin, triệu Hàn Thác Trụ (cháu rể của Thái hậu) vào hỏi chuyện và đồng ý cho Thác Trụ ra triệu mọi người vào thành. Cuối cùng La Điểm, Bành Quy Niên, Hoàng Thường... thuyết phục được Quang Tông cử Gia vương Khoáng đến thăm hỏi Thọ Hoàng. Gia Vương đến nơi, Thọ Hoàng tỏ ra xúc động, nước mắt chảy dài.
Lúc này Cát Bật đã bị bãi tướng, Lưu Chính một mình nắm quyền. Đêm Mậu Tuất tháng 6 ÂL năm Thiệu Hi thứ 5 (28 tháng 6 năm 1194), Thọ Hoàng mất ở cung Trùng Hoa. Nội thị trong cung Trùng Hoa báo việc cho Lưu Chính và Triệu Nhữ Ngu. Hôm sau Quang Tông thiết triều, Nhữ Ngu tấu việc Thượng hoàng băng và xin Hoàng thượng đến cung Trùng Hoa chịu tang. Quang Tông chuẩn y, nhưng mãi đến quá trưa vẫn không ra ngoài. Lưu Chính, Triệu Nhữ Ngu cùng tới cung Trùng Hoa lo việc tang lễ. Nhưng Quang Tông không đến thì không có người chủ tang, họ bèn mời Thái hậu Ngô thị đứng ra làm chủ, phát tang ở điện Thái Cực.

### Thoái vị và qua đời
Quang Tông hạ chiếu tôn Thái hậu làm Thái hoàng Thái hậu, Thọ Thành Hoàng hậu làm Hoàng thái hậu, nhưng vẫn không ra ngoài. Lưu Chính bàn với Diệp Thích xin để cho Gia vương chấp chánh để yên lòng dân. Lưu Chính bằng lòng, suất phụ thần đến tâu xin. Đến lần tâu thứ sáu, Quang Tông mới phê hai chữ "rất tốt". Tể chấp xin phê rõ ràng hơn, Quang Tông phê thêm "đã mấy năm nay, chỉ muốn an nhàn". Lưu Chính đọc xong rất hoảng hốt, bàn với Triệu Nhữ Ngu. Chính muốn Thái tử giám quốc, Nhữ Nhu bàn rằng Quang Tông nên nhường ngôi. Lưu Chính cả sợ, bèn giả bệnh để xin nghỉ. Lưu Thừa tướng đi rồi, nhân tình bất an. Một hôm Quang Tông lên triều, bỗng nhiên ngã lăn xuống đất rồi bất tỉnh. Triệu Nhữ Ngu cùng Tri Cáp Hàn Thác Trụ bàn việc nội thiện. Sau đó Thác Trụ vào tâu với Thái hoàng Thái hậu, Thái hoàng không cho. Nhưng có Nội thị Quan Lễ cũng thuyết phục hết lời, Thái hoàng Thái hậu mới chịu. Quan Lễ báo với Thác Trụ rằng ngày mai sáng sớm Thái hoàng Thái hậu sẽ buông rèm chấp chính. Thác Trụ báo với Nhữ Ngu. Nhữ Ngu mời thêm Trần Quỳ, Dư Doan Lễ đến gặp, sai điện soái Quách Cảo nhân đêm tối đem binh chia ra bảo vệ đại nội nam bắc, quan lễ sử Phó Xương được lệnh bí mật làm Hoàng bào. Ngày hôm sau, quần thần có mặt đông đủ, Gia vương cũng mặc áo tang đến. Triệu Nhữ Ngu cùng trăm quan đến gặp Thái hoàng Thái hậu đang ngồi trong rèm, xin để Gia vương lên ngôi Hoàng đế. Chiếu viết
Hoàng đế có bệnh, đến nay vẫn không thể chịu tang, từng đã ghi ngự bút muốn lui về nghỉ ngơi. Hoàng tử Gia vương Khoáng lên ngôi Hoàng đế. Tôn Hoàng đế là Thái thượng hoàng đế, Hoàng hậu là Thái thượng hoàng hậu, dời sang cung Thái An.
Thái hoàng Thái hậu đồng tình. Bọn Nhữ Ngu lại xin rằng từ rày về sau sẽ tâu việc với tự quân, xin Thái hoàng Thái hậu làm chủ giải quyết hiềm nghi giữa hai cung cha con. Thái hoàng Thái hậu lệnh Ngữ Nhu lập Gia vương làm Tân đế. Gia vương lên ngôi, tức là Tống Ninh Tông, tôn Quang Tông và Lý hậu là Thái thượng hoàng đế, Thái thượng hoàng hậu. Tháng 7 năm 1200, Thái thượng hoàng hậu qua đời, thụy là Từ Ý. Hai tháng sau, ngày 17 tháng 9, Thái thượng hoàng cũng giá băng, miếu hiệu là Quang Tông. Quang Tông Hoàng đế ở ngôi 5 năm, làm Thái thượng hoàng 6 năm, thọ 54 tuổi. Quang Tông đồng thời cũng là vị Thái thượng hoàng cuối cùng của Nam Tống nói riêng và nhà Tống nói chung.

## Gia đình

### Hậu phi

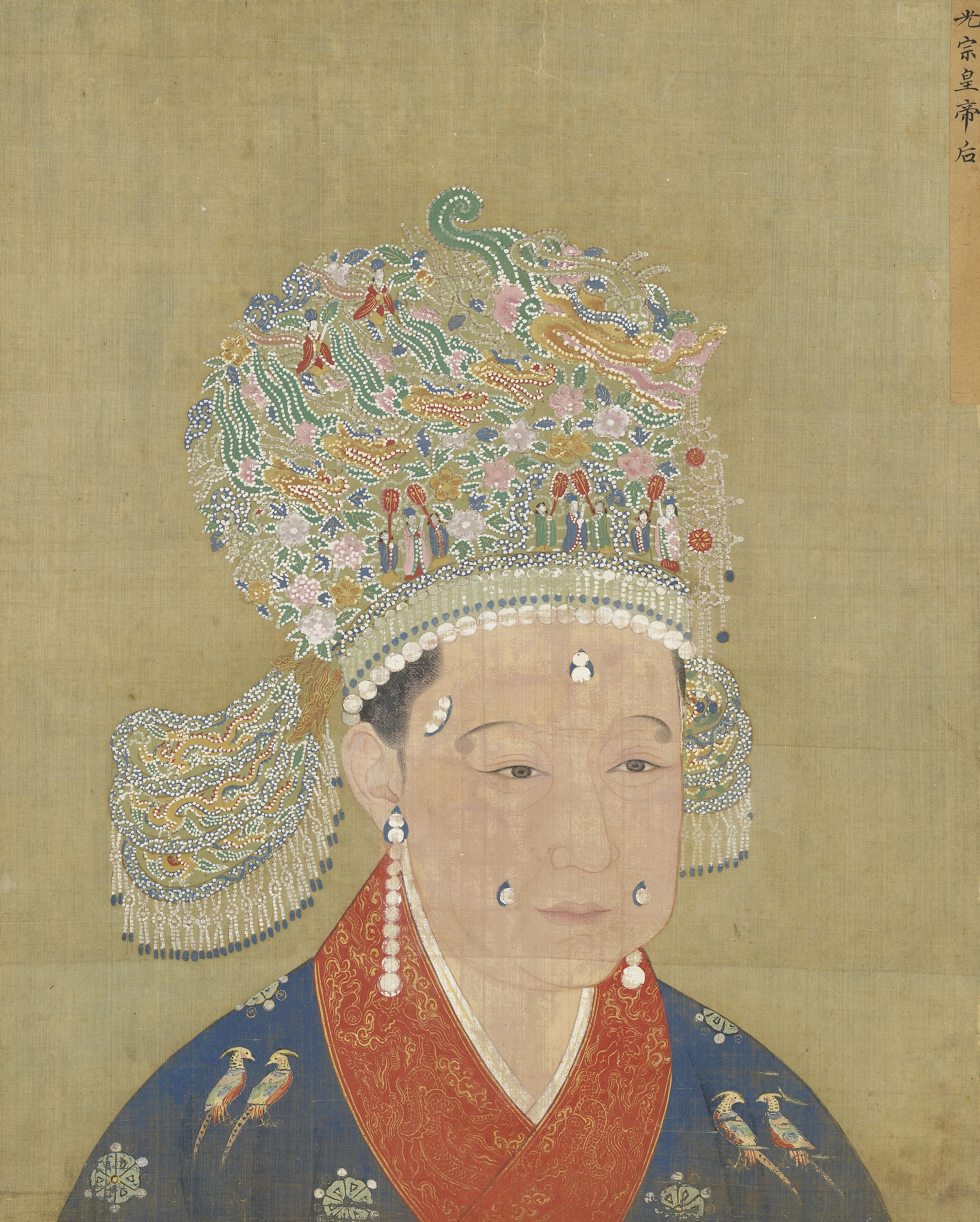
Từ Ý Hoàng hậu Lý thị

- Từ Ý Hoàng hậu (慈懿皇后, 1145 - 1200), tên là Lý Phượng Nương (李鳳娘), người An Dương, cha là Khánh Viễn quân Tiết độ sứ Lý Đạo (李道). Từ nhỏ, bà có tính kiêu ngạo, hay ghen ghét. Năm 17 tuổi, được cưới cho cháu của Cao Tông Hoàng đế là Triệu Đôn làm Phi, phong hiệu là Định Quốc Phu nhân (定國夫人). Khi làm Hoàng hậu, Lý Phượng Nương tác oai tác quái, lũng đoạn triều chính, do ỷ mình sinh hạ được Hoàng tử là Triệu Khoách.
- Hoàng Quý phi (黃貴妃, ? - 1191), được phong làm Hòa Nghĩa Quận Phu nhân (和義郡夫人) khi cưới làm tỳ thiếp của Thái tử Triệu Đôn. Đến khi Quang Tông đăng vị, lập làm Quý phi (貴妃). Năm 1191, Quang Tông có việc ra khỏi cung, Hoàng Quý phi bị Lý Hoàng hậu hại chết rất thê thảm.
- Trương Quý phi (张贵妃), bị Lý Hoàng hậu đuổi khỏi cung.
- Phù Tiệp dư (符婕妤), bị Lý Hoàng hậu đuổi khỏi cung.

### Hoàng tử
1. Trưởng Bảo Ninh quân Tiết độ sứ Triệu Đĩnh (趙梃), chết yểu, mẹ là Lý Hoàng hậu
2. Tống Ninh Tông Triệu Khoách (趙擴), mẹ là Lý Hoàng hậu

### Công chúa
- Văn An Công chúa (文安郡主)
- Hòa Chính Công chúa (和政郡主)
- Tề An Công chúa (齊安郡主)

Cả ba đều chết non. Truy tặng Công chúa vào năm Thiệu Hy thứ nhất (1190).